# Partido Verde de Letonia
El Partido Verde de Letonia (en letón: Latvijas Zaļā partija, LZP) es un partido político verde en Letonia.  El partido fue fundado el 13 de enero de 1990, y en 2002 se unió a la Unión de Agricultores de Letonia para formar la alianza Unión de Verdes y Agricultores (ZZS). Inusualmente para un partido verde en Europa, el LZP generalmente se considera un partido de centro derecha. En noviembre de 2019, el partido fue expulsado del Partido Verde Europeo por sus posturas ideológicas divergentes con los partidos verdes europeos. El partido ocupó el primer primer ministro del mundo afiliado a un Partido Verde, Indulis Emsis (Primer Ministro de Letonia en 2004), y el primer jefe de Estado, Raimonds Vējonis (Presidente de Letonia 2015-19).

## Historia
El Consejo Supremo de la República de Letonia elegido en 1990 tenía siete delegados verdes. Después de la restauración de la Constitución de Letonia, tras el colapso de la Unión Soviética, la elección de la 5.ª Saeima (1993-1995) devolvió a una diputada verde, Anna Seile, en la lista del Movimiento de Independencia Nacional de Letonia (LNNK). En el sexto Saeima (1995-1998), había cuatro miembros: Indulis Emsis, Guntis Eniņš, Jānis Kalviņš y Jānis Rāzna. 
Desde 1993 hasta 1998, los Verdes formaron parte de la coalición gobernante con Indulis Emsis como Ministro de Estado para la Protección del Medio Ambiente. El LZP impugnó las elecciones generales de 1995 en una lista electoral con el LNNK, pero perdió su representación parlamentaria en las elecciones generales de 1998, que impugnó en alianza con el Partido Laborista y la Unión Demócrata Cristiana.
Para las elecciones parlamentarias de 2002, el partido formó la Unión de Verdes y Agricultores (ZZS) con la Unión de Agricultores de Letonia. Se eligieron tres miembros del Partido Verde: Indulis Emsis, Arvīds Ulme y Leopolds Ozoliņš. El ZZS se unió a un gobierno de coalición de centro-derecha de cuatro partidos y estuvo representado con tres ministros, uno de ellos del Partido Verde, el Ministro de Medio Ambiente Raimonds Vējonis. 
En febrero de 2004, después del colapso del gobierno de cuatro partidos, Indulis Emsis fue designado para formar un nuevo gobierno y se convirtió en el primer jefe de gobierno de un país en el mundo de un partido verde. Su gobierno minoritario se vio obligado a renunciar en diciembre del mismo año. Un nuevo gobierno de coalición dirigido por el Partido Popular asumió el cargo, en el que el partido nuevamente estuvo representado como parte de la ZZS. 
Para las elecciones parlamentarias de 2006, ganó cuatro escaños como parte de la ZZS. El partido siguió formando parte del gobierno de coalición de centroderecha junto con el Partido Popular, el Primer Partido de Letonia/Camino de Letonia y Por Patria y Libertad. El presidente del partido y ex primer ministro Indulis Emsis se convirtió en presidente del Saeima desde noviembre de 2006 hasta septiembre de 2007.
Los principales políticos del partido a menudo han apoyado posiciones reaccionarias, nacionalistas y anti-LGBT, lo que llevó a su expulsión del Partido Verde Europeo el 10 de noviembre de 2019.

## Resultados elecctorales

### Parlamento (Saeima)
| Año de elecciones | Votos generales | Porcentaje | Escaños generales ganados | +/–         | Notas                                                                                          |
| ----------------- | --------------- | ---------- | ------------------------- | ----------- | ---------------------------------------------------------------------------------------------- |
| 1993              | 149.347         | 13,4       | 1/100                     |             | La lista del LNKK ganó 15 escaños, 1 fue al Partido Verde                                      |
| 1995              | 60.352          | 6.3        | 4/100                     | 3           | Lista conjunta Partido Verde-Partido Nacional Conservador                                      |
| 1998              | 22.018          | 2.3        | 0/100                     | 4 4         | Lista conjunta Partido Verde-Partido Obrero-Unión Demócrata Cristiana, la lista ganó 8 escaños |
| 2002              | 93.759          | 9.5        | 3/100                     | 3           | Unión de Verdes y Agricultores, la lista ganó 12 escaños                                       |
| 2006              | 151.595         | 16,8       | 4/100                     | 1           | Unión de Verdes y Agricultores, la lista ganó 18 escaños                                       |
| 2010              | 190.025         | 20,1       | 4/100                     | Sin cambios | Unión de Verdes y Agricultores, la lista ganó 22 escaños                                       |
| 2011              | 111.955         | 12,2       | 4/100                     | Sin cambios | Unión de Verdes y Agricultores, la lista ganó 13 escaños                                       |
| 2014              | 178.210         | 19,5       | 6/100                     | 2           | Unión de Verdes y Agricultores, la lista ganó 21 escaños                                       |

## Presidentes
Tres copresidentes comparten la posición de liderazgo en cualquier momento. Los expresidentes del Partido Verde de Letonia incluyen: 
- Oļegs Batarevskis (1990-1997)
- Valts Vilnītis (1990-1991)
- Juris Zvirgzds (1990-1995)
- Gunārs Lākutis (1991-1993)
- Pēteris Jansons (1993-1994)
- Jānis Kalviņš (1994-1995)
- Indulis Emsis (desde 1995)
- Rūta Bendere (1995-1996)
- Askolds Kļaviņš (1996-2001)
- Valdis Felsbergs (1997-2003)
- Viesturs Silenieks (desde 2001)
- Raimonds Vējonis (desde 2003)

A 2011, los presidentes son Viesturs Silenieks y Raimonds Vējonis.